# 교회사에서 여성들
교회사에서 여성들 (Women in Church history)은 기독교의 삶에서 여러 가지 역할을  특별히 기도자들, 보건 간병인, 교육자 및 선교사로서 담당해 왔다.  최근까지 여성들은 일반적으로 기독교 교회 내에서 감독직과 직책에서 제외되었지만 예수시대부터 후대의 성도들, 신학자들, 교회의 박사들, 선교사들, 수녀, 수녀, 신비주의 자, 종교 기관 창립자, 군대 지도자, 군주 및 순교자까지 교회의 삶에 많은 여성들이 영향을 미쳤다.

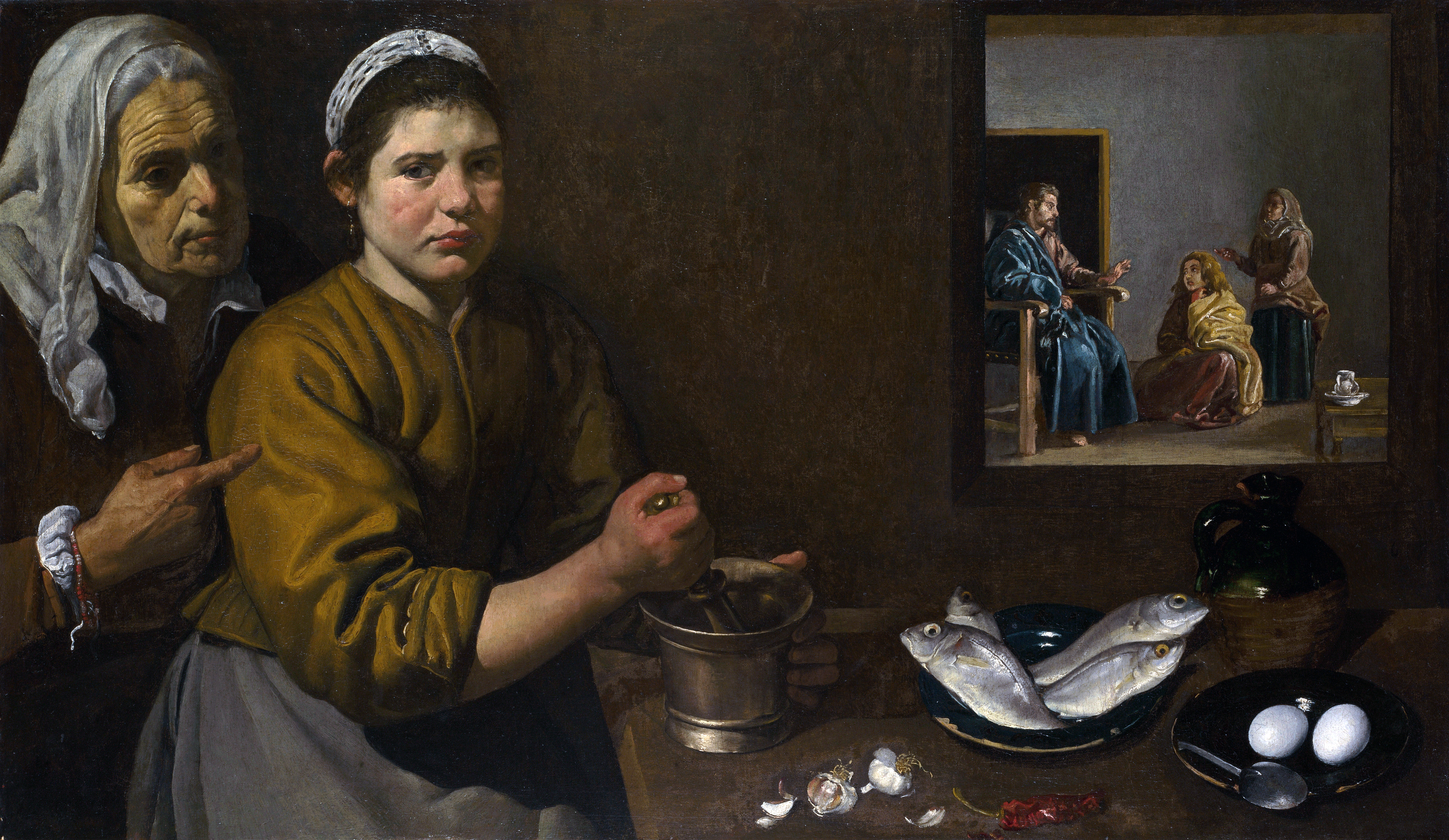
마르타와 마리아의 집에서 그리스도는 복음 서에서 당시의 관례를 어기 셨고 여성에게 종교적인 가르침을 주셨음을 암시한다. 디에고 벨라 스케 즈, 1618

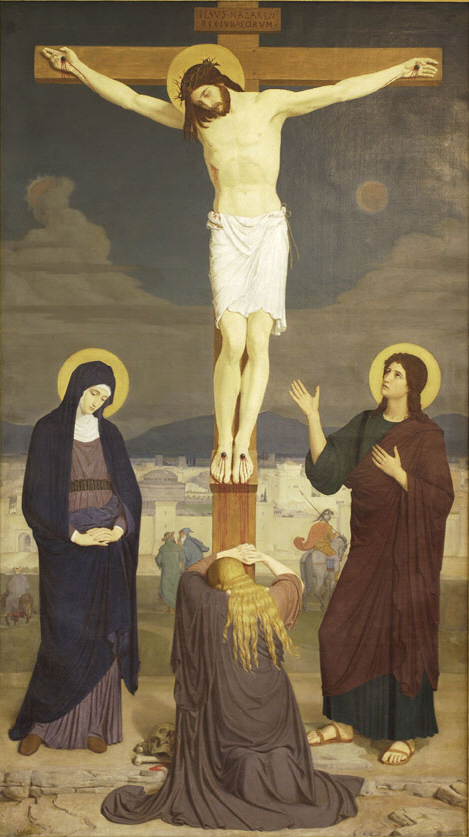
무픞을 꾾은 막달라 마리아 1868년 가브리엘 위거 (Gabriel Wuger)의 Stabat Mater.

## 현대 시대

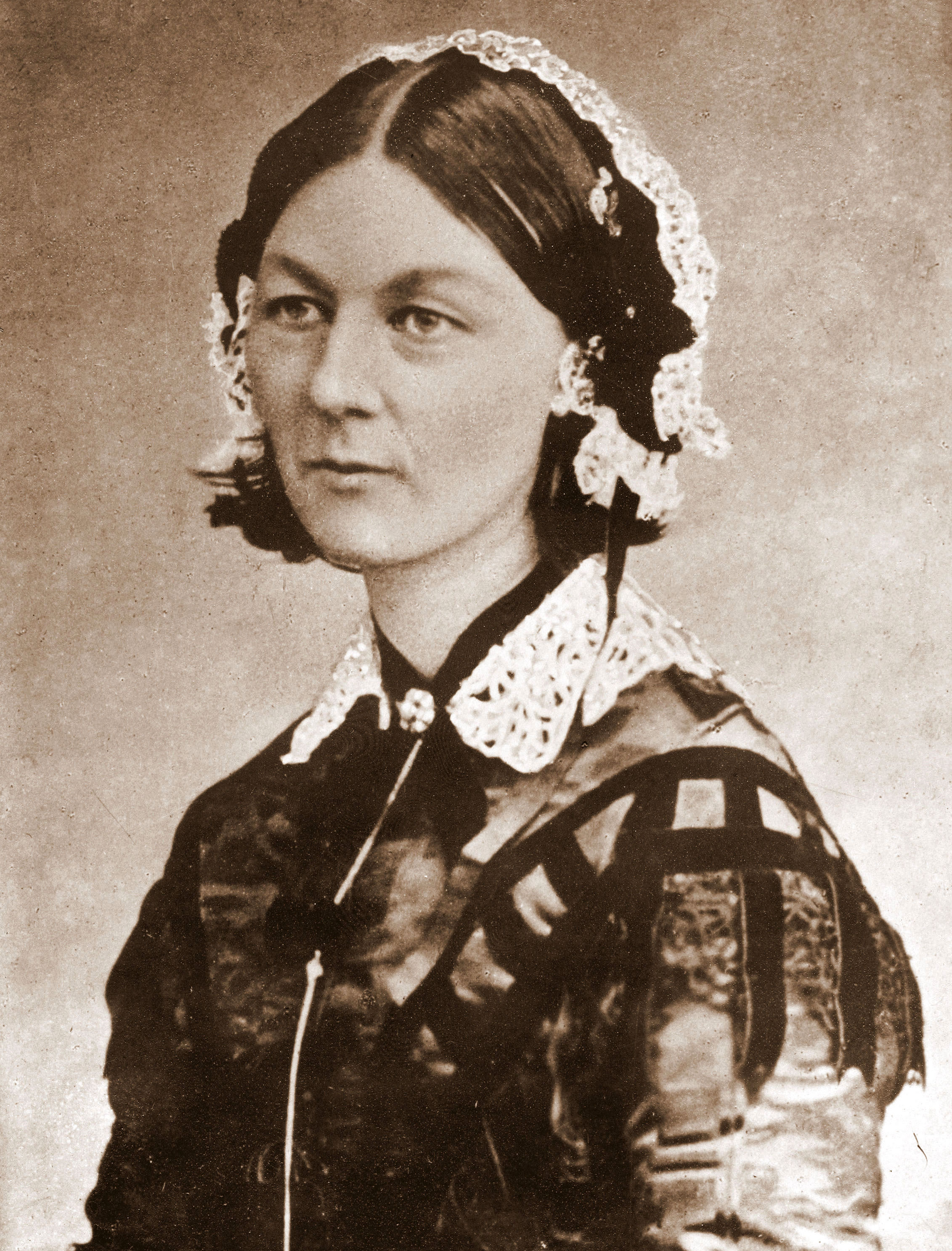
성공회와 간호사, 플로렌스 나이팅게일은 현대 간호의 발전을 돕는 것으로 널리 알려져 있다.

미국의 로널드 레이건 (Ronald Reagan) 대통령은 테레사 수녀에게 1985년 백악관에서 자유의 메달 (Presidential Medal of Freedom)을 전달하였다.

- Anglican Group for the Ordination of Women to the Historic Ministry existed from 1930 to 1978 to promote the equality of women in the church.[1]
- New Testament household code
- Women in the Bible
- Women in Christianity
- Jesus' interactions with women
- Paul the Apostle and women

## 참고 문헌
- Blainey, Geoffrey. A Short History of Christianity Penguin Viking; 2011
- Esler, Philip Francis. The Early Christian World. London: Routledge, 2004. Print.
- MacHaffie, Barbara J. Her story: women in Christian tradition. Fortress Press, 2006. ISBN 978-0-8006-3826-9
- Pirri-Simonian, Teny. Prophetesses, Martyrs, Saints - Roles of Women in the Church
- Through the Ages. The Ecumenical Review. Web.